# IC 2149
IC 2149 — галактика типу PN (планетарна туманність) у сузір'ї Візничий.
Цей об'єкт міститься в оригінальній редакції індексного каталогу.